# Aaron Stoch Rydell
Aaron Stoch Rydell, född 14 oktober 2006 i Stockholm, Sverige, är en svensk-sydafrikansk fotbollsspelare som spelar för Gefle IF i Ettan norra, på lån från AIK.

## Klubblagskarriär

### Tidig karriär
Stoch Rydell föddes på Södersjukhuset i Stockholm 2006 och inledde sin fotbollskarriär i moderklubben AIK när han var sex år gammal. Fyra år senare gick han till Karlbergs BK för att sedan som 14-åring byta till Brommapojkarna. I januari 2023 flyttade Stoch Rydell till Danmark för att spela för Nordsjælland och deras akademi, där han under det första året representerade klubbens P19-lag.

### AIK
Den 27 mars 2024 värvades Stoch Rydell av sin moderklubb AIK, där han skrev på ett kontrakt till och med den 31 december 2026. Han gjorde sin debut för klubben den 15 maj 2024 i en 6–1-förlust mot IF Elfsborg på Borås Arena, då han bytes in i den 80:e matchminuten mot Rui Modesto.

#### Lån till Karlbergs BK
I september 2024 lånades Stoch Rydell ut till Ettan-klubben Karlbergs BK på ett kontrakt över säsongen. Där kom han endast att representera klubben i två ligamatcher, mot FBK Karlstad och Umeå FC.

#### Lån till Gefle IF
Den 5 mars 2025 lånades Stoch Rydell ut till Gefle IF som spelar i Ettan norra. Lånet sträckte sig över säsongen 2025.
Han gjorde sin debut för klubben den 29 mars 2025 i en 2–0-förlust borta mot Hammarby TFF då han bytes in i den 79:e matchminuten.

## Statistik
| Klubb                                                    | Säsong            | Inhemsk liga      | Inhemsk liga | Inhemsk liga | Nat. täv. | Nat. täv. | Internat. täv. | Internat. täv. | Totalt | Totalt |
| Klubb                                                    | Säsong            | Serie             | SM           | Mål          | SM        | Mål       | SM             | Mål            | SM     | Mål    |
| -------------------------------------------------------- | ----------------- | ----------------- | ------------ | ------------ | --------- | --------- | -------------- | -------------- | ------ | ------ |
| AIK                                                      | 2024              | Allsvenskan       | 2            | 0            | 0         | 0         | 0              | 0              | 2      | 0      |
| AIK                                                      | Totalt i klubblag | Totalt i klubblag | 2            | 0            | 0         | 0         | 0              | 0              | 2      | 0      |
| Karlbergs BK (lån)                                       | 2024              | Ettan             | 2            | 0            | 0         | 0         | 0              | 0              | 2      | 0      |
| Karlbergs BK (lån)                                       | Totalt i klubblag | Totalt i klubblag | 2            | 0            | 0         | 0         | 0              | 0              | 2      | 0      |
| Antal matcher och mål är korrekt per den 20 oktober 2024 |                   |                   |              |              |           |           |                |                |        |        |